# Lhota (okres Praha-východ)
Obec Lhota (též Lhota nad Labem, Lhota u Staré Boleslavi, Lhota u Dřís) se nachází v okrese Praha-východ (do roku 2006 v okrese Mělník), kraj Středočeský. Lhota je vzdálena zhruba 6 km severně od Brandýsa nad Labem-Staré Boleslavi, 18 km jihovýchodně od Mělníka a 24 km severovýchodně od centra hlavního města Prahy. Žije zde 506 obyvatel.

## Historie
Obec je prvně zmiňována roku 1332.
V obci stojí šestiboká kaplička z roku 1915 se zvoničkou.

### Územněsprávní začlenění
Dějiny územněsprávního začleňování zahrnují období od roku 1850 do současnosti. V chronologickém přehledu je uvedena územně administrativní příslušnost obce v roce, kdy ke změně došlo:
- 1850 země česká, kraj Praha, politický okres Karlín, soudní okres Brandýs nad Labem[4]
- 1855 země česká, kraj Praha, soudní okres Brandýs nad Labem[4]
- 1868 země česká, politický okres Karlín, soudní okres Brandýs nad Labem[4]
- 1908 země česká, politický i soudní okres Brandýs nad Labem[5]
- 1939 země česká, Oberlandrat Mělník, politický i soudní okres Brandýs nad Labem[6]
- 1942 země česká, Oberlandrat Praha, politický i soudní okres Brandýs nad Labem[7]
- 1945 země česká, správní i soudní okres Brandýs nad Labem[8]
- 1949 Pražský kraj, okres Brandýs nad Labem[9]
- 1960 Středočeský kraj, okres Mělník[10]
- 2007 Středočeský kraj, okres Praha-východ[11]

## Současnost
Lhota tvoří významné rekreační zázemí Prahy – nedaleko obce se nachází velké jezero s čistou vodou, využívané ke koupání a zvané prostě jezero Lhota. Tato vodní plocha vznikla po ukončení těžby štěrkopísku v roce 1983; následně zde byla založena první[zdroj?] nudistická pláž v Česku. Ta se tam nachází dodnes. V obci je i malé hřiště a rybník.

## Doprava
Dopravní síť
- Pozemní komunikace – Obcí prochází silnice III. třídy. Ve vzdálenosti 1 km lze dojet na silnici II/331 Nymburk – Lysá nad Labem – Stará Boleslav – Záboří – (Mělník).

- Železnice – Železniční stanice na území obce není. Katastrálním územím obce prochází trať 072 Lysá n.L. – Mělník – Litoměřice – Ústí n.L. západ. Nejbližší železniční stanicí jsou Dřísy ve vzdálenosti 1 km ležící na trati 072 v úseku mezi Lysou nad Labem a Mělníkem.

Veřejná doprava 2011
- Autobusová doprava – V obci měla zastávku autobusová linka Brandýs n.L.-St. Boleslav – Křenek – Dřísy – Kostelní Hlavno – Mečeříž (v pracovních dnech 14 spojů, o víkendech 5 spojů) (dopravce ČSAD Střední Čechy, a. s.).

## Galerie

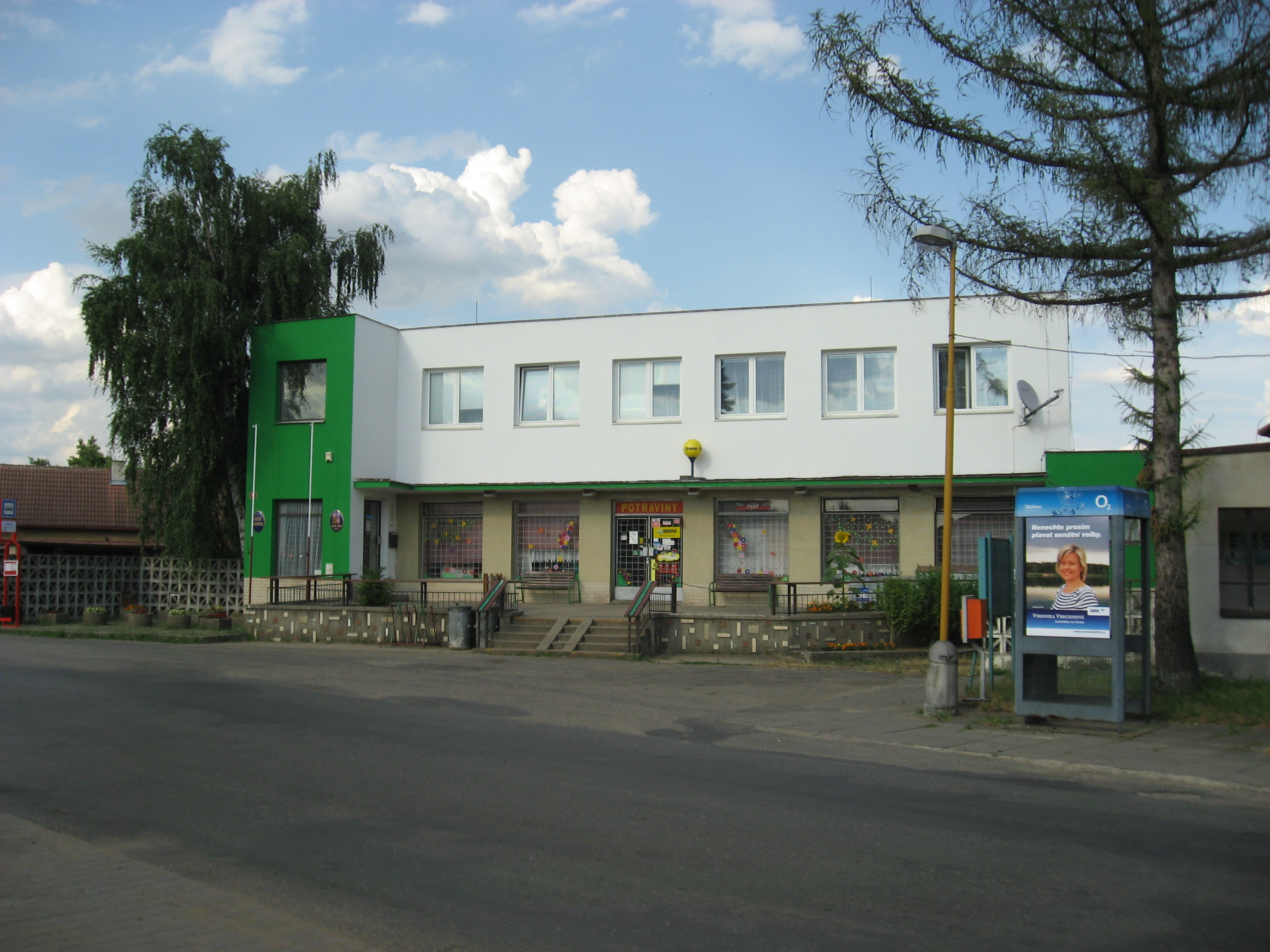
Obecní úřad
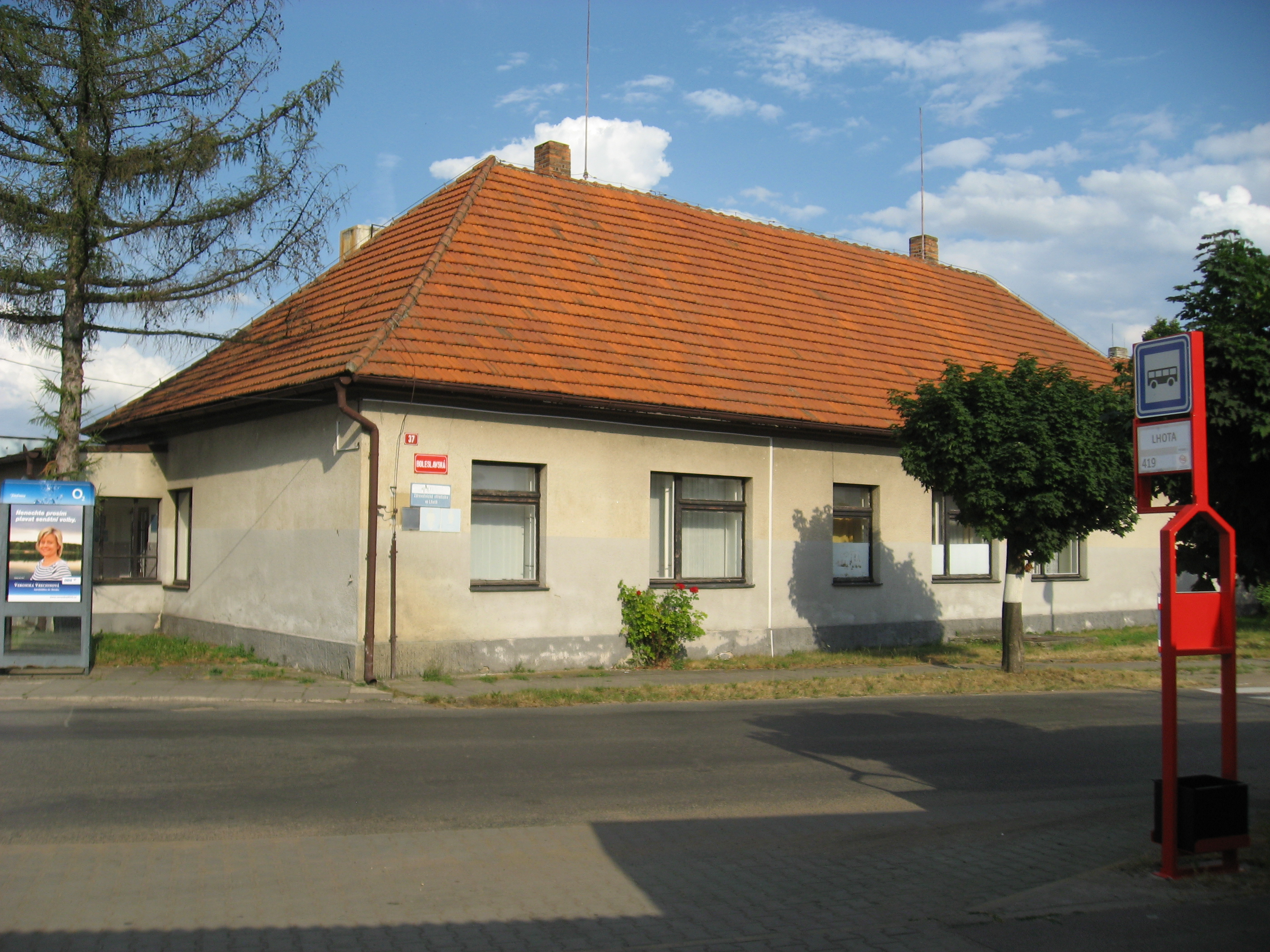
Autobusová zastávka
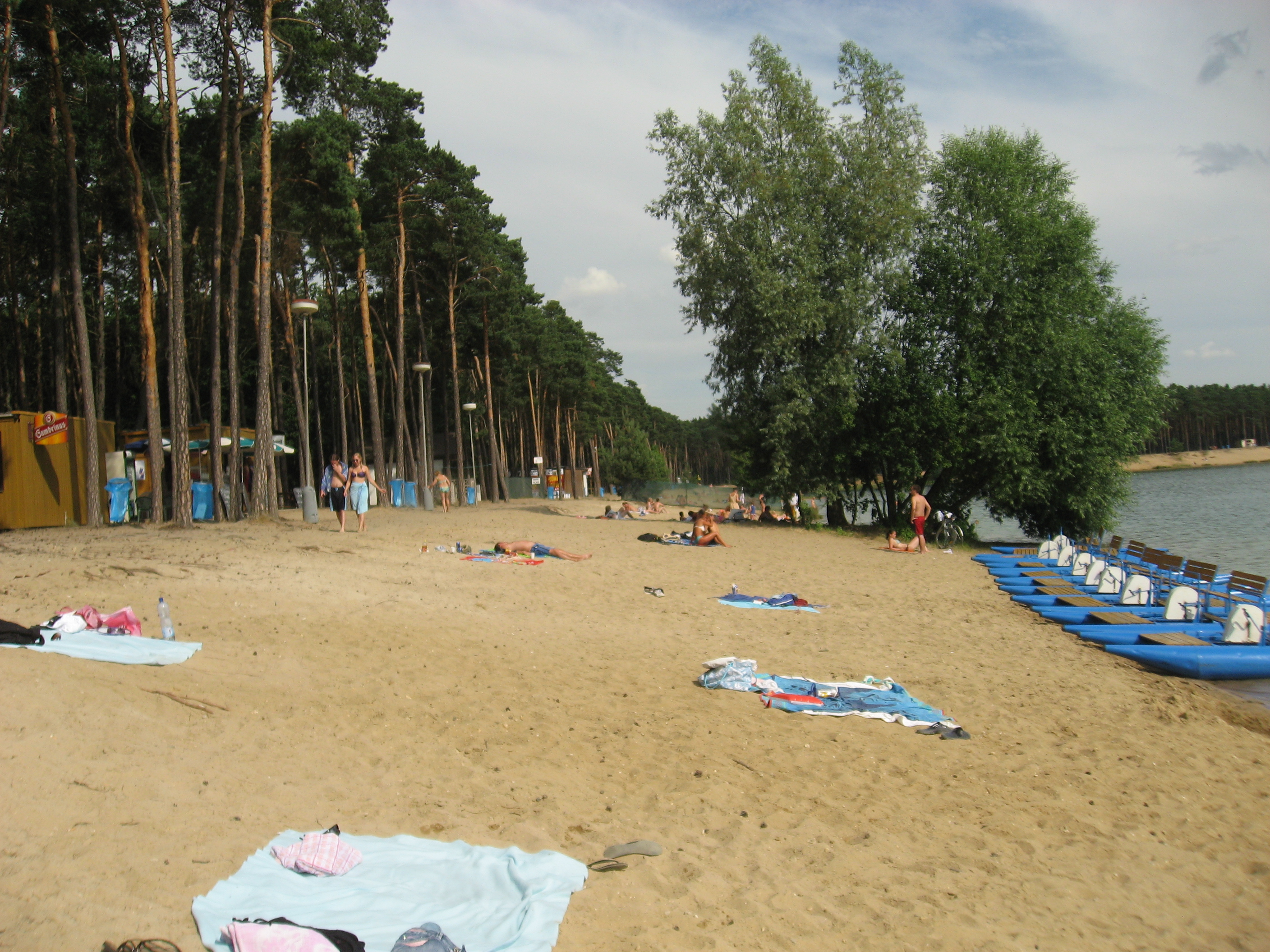
Pláž u jezera
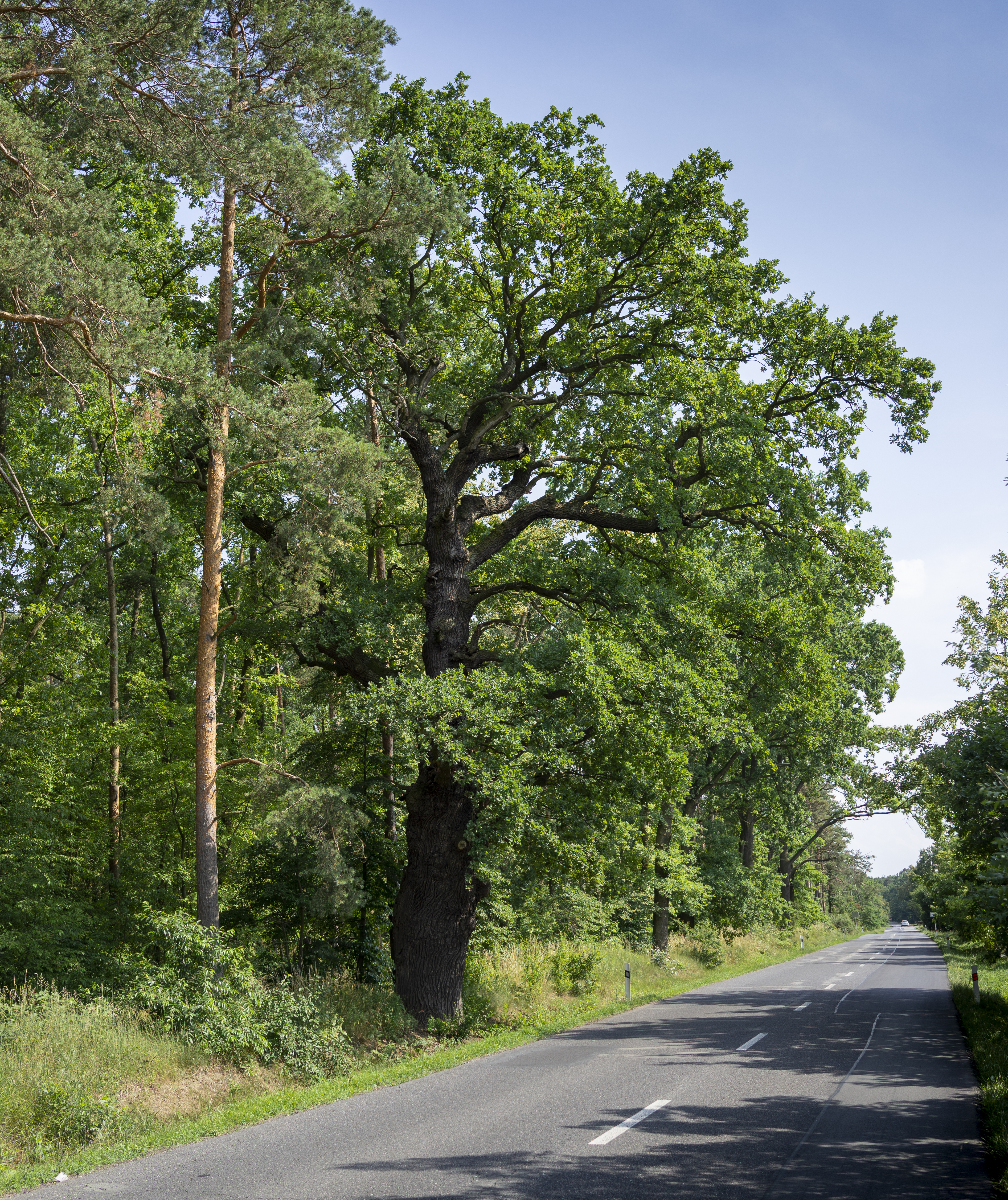
Památný dub letní
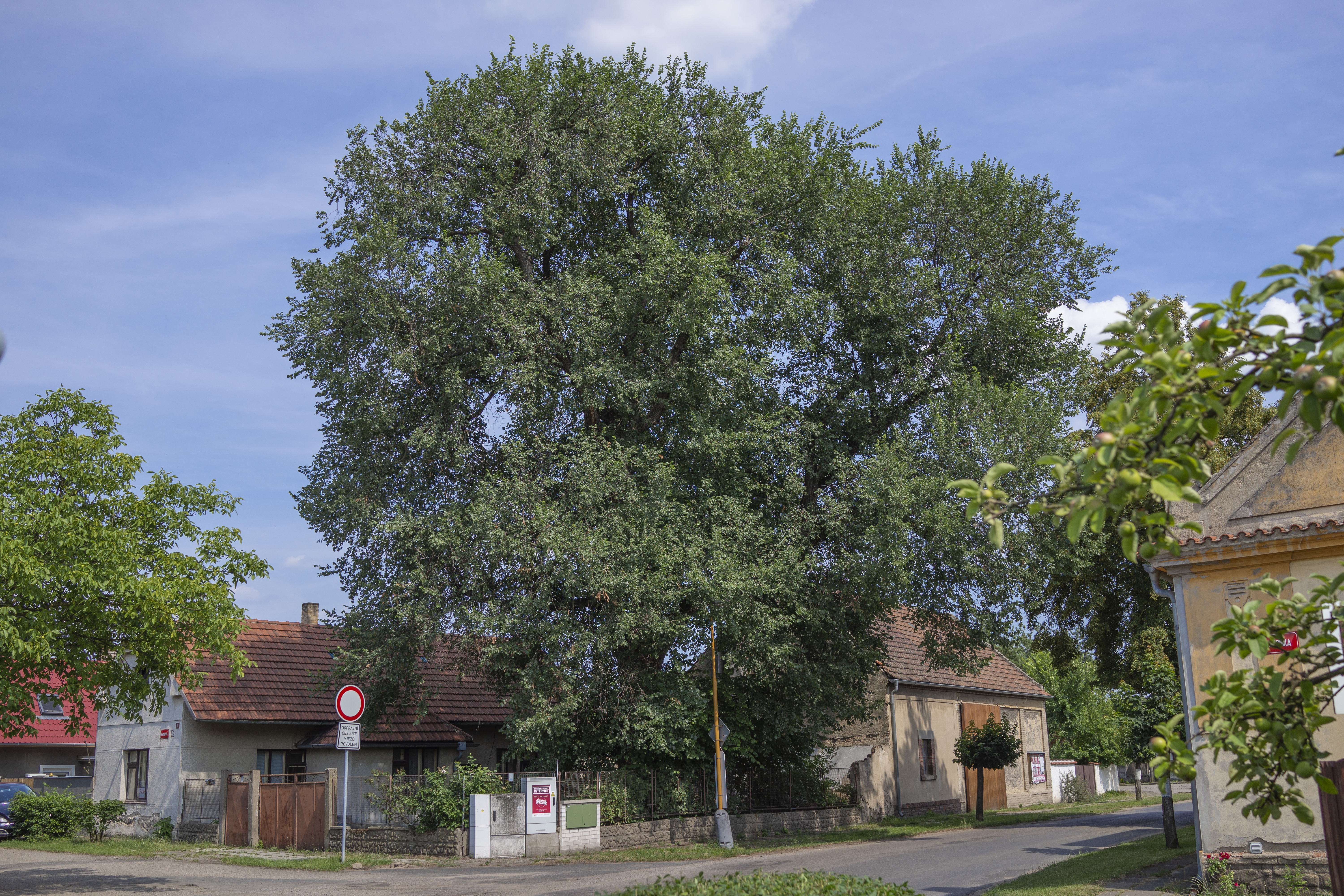
Památný jilm habrolistý